# Vesturbær
Vesturbær est un district situé dans la partie ouest de la ville de Reykjavik, la capitale de l'Islande.

## Historique
À la fin du XIXe siècle, Vesturbær est le premier district de Reykjavík à se développer, lorsque cette dernière passe du statut de village à celui de ville.